# Пхеньянский дворец школьников

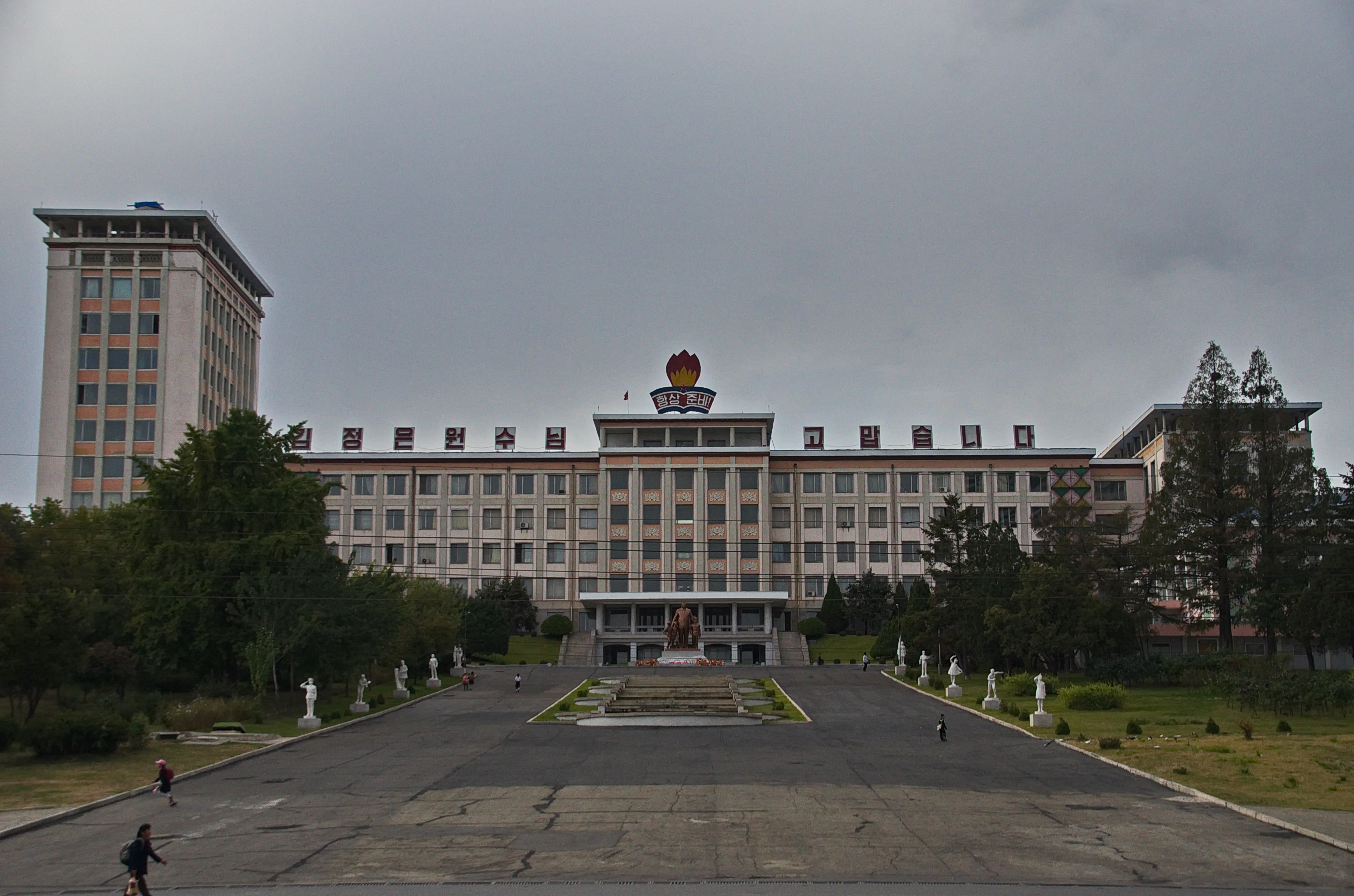
Пхеньянский дворец школьников

Пхеньянский дворец школьников — внеклассное образовательное учреждение в Пхеньяне, столице КНДР. Здание было открыто 16 апреля 1967 года. В основном в нём занимаются ученики начальных и средних школ города. Его иногда путают с Дворцом школьников района Мангёндэ.
Дворец школьников состоит из двух зданий: десятиэтажного и пятиэтажного. Площадь здания составляет 50 тыс. м², общая площадь участка 110 тыс. м², высота десятиэтажного здания — 48 м. В здании расположены в том числе театр со зрительным залом на 1100 мест и спортивный зал, где могут одновременно заниматься до 500 человек. Всего в здании располагается порядка 500 различных кружков и секций.
Дворец школьников является одним из наиболее известных общественных зданий северокорейской столицы — наряду с Художественным театром, Народным дворцом учёбы, Пхеньянским универмагом № 1.
Здание является объектом интереса для туристов, также, по некоторым данным, его посещают с экскурсиями приезжающие в страну школьники из зарубежных стран.